# Frank Schneider (Politiker, 1961)
Frank Schneider (geboren am 27. November 1961 in Mühlacker) ist ein deutscher Kommunalpolitiker (FDP). Er ist seit 2010 Oberbürgermeister von Mühlacker.

## Ausbildung und Beruf
Er absolvierte 1981 am Theodor-Heuss-Gymnasium Mühlacker das Abitur und studierte dann Jura an den Universitäten Heidelberg und Regensburg. 1993 ließ er sich als Rechtsanwalt in Maulbronn nieder. 1997 wurde er Fachanwalt für Familienrecht, 1999 Fachanwalt für Verwaltungsrecht.

## Politische Tätigkeit
2001 kandidierte Schneider für das Amt des Oberbürgermeisters von Mühlacker, unterlag aber gegen Arno Schütterle (Bündnis 90/Die Grünen) im zweiten Wahlgang mit 42,6 Prozent der Stimmen. Von 2004 bis 2009 war er FDP-Fraktionsvorsitzender im Gemeinderat von Mühlacker. 2009 trat er erneut gegen Arno Schütterle an und konnte gegen den Amtsinhaber mit 60,7 Prozent der Stimmen im ersten Wahlgang gewinnen. Schneider trat das Amt des Oberbürgermeisters von Mühlacker 2010 an. Im Oktober 2017 wurde er als einziger Bewerber mit 95,98 Prozent der Stimmen im Amt bestätigt. Bei der Oberbürgermeisterwahl 2025 tritt er nicht erneut an.
Er ist außerdem seit 2009 Mitglied des Kreistages Enzkreis. Seit 2014 ist er Mitglied der Regionalversammlung Nordschwarzwald und Vorsitzender der FDP-Fraktion.

## Sonstige Ämter (Auswahl)
Frank Schneider ist u. a Aufsichtsratsvorsitzender der Stadtwerke Mühlacker, Aufsichtsrat der RKH Enzkreis-Kliniken, Regionalen Klinik Holding RKH und Wirtschaftsförderungsgesellschaft Nordschwarzwald und stellvertretender Vorsitzender Landschaftserhaltungsverband Enzkreis e. V.